# Halecium fraseri
Halecium fraseri is een hydroïdpoliep uit de familie Haleciidae. De poliep komt uit het geslacht Halecium. Halecium fraseri werd in 1958 voor het eerst wetenschappelijk beschreven door Ralph. 